# Metalowe płyty
Metalowe płyty – zróżnicowana grupa artefaktów odgrywająca istotną rolę w wierzeniach ruchu świętych w dniach ostatnich (mormonów).
Zgodnie z przekazem zawartym w Księdze Mormona płyty odlane z rozmaitych metali i stopów miały być podstawowym materiałem służącym do przechowywania informacji w opisywanych w niej społeczeństwach starożytnego kontynentu amerykańskiego. Na sam materiał źródłowy Księgi Mormona miało się złożyć szereg zapisów z różnych okresów tak jeredyckiej jak i nefickiej historii. Zachowane miały one zostać wyryte na cienkich arkuszach metalu.
Nadto do wymienianych w mormońskiej świętej księdze tekstów przechowanych na metalowych płytach zalicza się zapisy pierwotnie będące w posiadaniu Labana, wykonane z mosiądzu. Wedle mormońskich wierzeń po zgładzeniu Labana miały one zostać zabrane przez Nefiego na zachodnią półkulę. Zawierały one również między innymi Pięcioksiąg oraz kroniki opisujące dzieje Izraelitów.
Płyty przewijają się przez historię ludów opisywanych przez Księgę Mormona czasem również i w świeckim kontekście. Miały być one integralną częścią nefickiej tradycji piśmienniczej. Rozmaite ich zbiory przekazywać mieli sobie tak prorocy, jak i królowie, częściowo jako przedmioty święte, czasem zaś jako symbole władzy. W nefickich tradycjach ceremonialne wymienianie się zapisami na płytach miało być zwyczajem podczas spotkań różnych gałęzi tej samej rodziny. Nefici mieli mieć poza tym świadomość, iż ponoszą odpowiedzialność za to, co zawrą w takowych zapisach, jak również, że będą osądzani na podstawie jakości takowych zapisów.
Źródła mormońskie spekulują o naturze, wyglądzie, składzie i metodach wykonania rozmaitych przedmiotów tego typu. Publikacje niezwiązane z tą tradycją religijną uczyniły płyty, a raczej brak materialnych dowodów na ich istnienie, jednym z punktów wyjścia do generalnej krytyki mormonizmu. Niemniej, niezależnie od sporów i kontrowersji, płyty utrwalone zostały w mormońskiej sztuce i kulturze popularnej. Najlepiej znany zbiór należący do tych artefaktów, złote płyty, doczekał się  także odniesień w pozostającej poza bezpośrednim wpływem mormonizmu kulturze amerykańskiej, chociażby w filmie The Work and the Glory (2004) w reżyserii Russella Holta.